# Districtul Sarkad
Sarkad (în maghiară Sarkadi járás) este un district în județul Békés, Ungaria.
Districtul are o suprafață de 570,97 km2 și o populație de 23.228 locuitori (2013).
Românii constituie 47% din populația satului Micherechi.